# ジュリエッタ・マシーナ
ジュリエッタ・マシーナ（Giulietta Masina, 本名: Giulia Anna Masina, 1921年2月22日 - 1994年3月23日）は、イタリアの女優。ボローニャ出身。

## 略歴
大学教授の娘で文学を学んでいたが演劇に転向、ローマ大学で学ぶ。大学卒業後の1943年、ラジオに出演していた時、そのラジオドラマの脚本を書いたフェデリコ・フェリーニと出会い、同年結婚。1945年に誕生した生後1か月の息子を病気で亡くしている。
映画初出演はロベルト・ロッセリーニ監督作品の『戦火のかなた』。その後『道』などのフェリーニ作品だけでなく幅広く活躍したが、やはりマシーナの魅力はフェリーニ作品、特に『道』の知的障害を抱えた女性大道芸人ジェルソミーナ、『カビリアの夜』の娼婦カビリアなど人間、とくに弱い（立場の）愚かな女性の内面を見事なまでにスクリーンに表現しえた演技と個性（美人というわけではなく、プロポーションも良いといえない。小柄で丸く大きな目をした、愛嬌のある顔立ち）にあった。
1957年の『カビリアの夜』でカンヌ国際映画祭 女優賞を受賞している。1970年代以降は、時折テレビ映画に出演する以外に、長く映画の女優活動からは遠ざかっていたが、1980年代に『ジンジャーとフレッド』で20年振りにマルチェロ・マストロヤンニと共演するなど、達者な姿をスクリーンに見せてくれた。
フェリーニとは金婚式を迎えた同じ1993年に、フェリーニが病死するまで連れ添った（一時期別居していた事はあった）。マシーナが肺癌で他界したのはフェリーニの死から5か月後のことだった。

## 主な出演作品
- 戦火のかなた Paisà (1946)

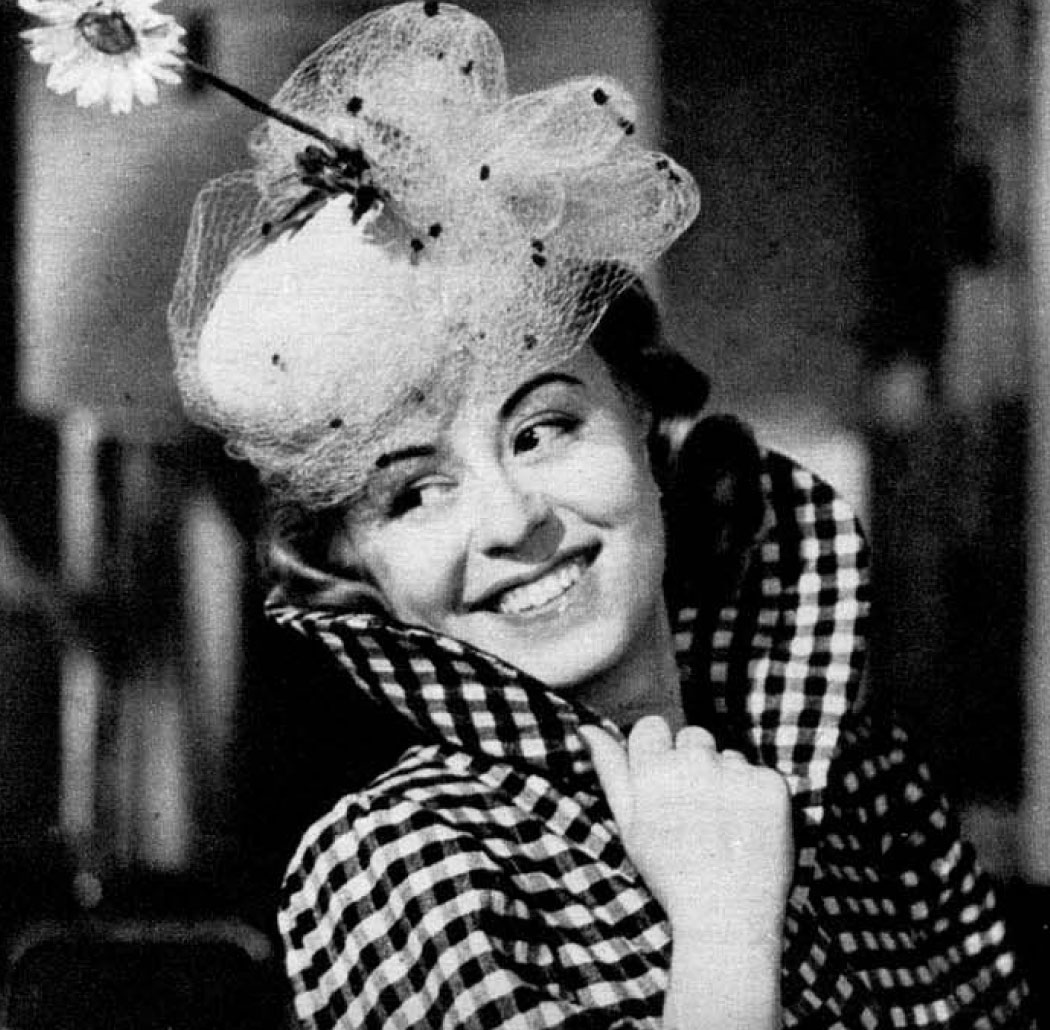
『寄席の脚光』（1950年）

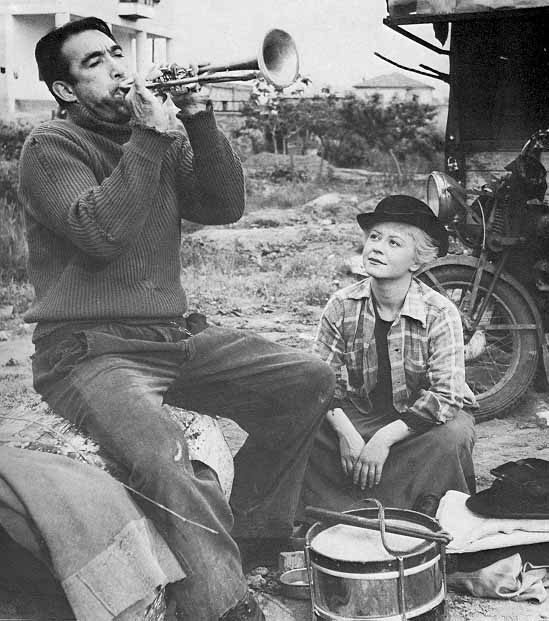
『道』（1954年）

- 寄席の脚光 Luci del varietà (1950)
- ヨーロッパ一九五一年 Europa '51 (1952)
- 道 La Strada (1954)
- 崖 Il Bidone (1955)
- カビリアの夜 Le Notti di Cabiria (1957)
- 街の中の地獄 Nella città l'inferno (1959)
- 女 Jons und Erdme (1959)
- 魂のジュリエッタ Giulietta degli spiriti (1965)
- シャイヨの伯爵夫人 The Madwoman of Chaillot (1969)
- ジンジャーとフレッド Ginger e Fred (1985)
- 木洩れ日 Aujourd'hui peut-être... (1991)